# نابالنگییا
نابالنگییا دهستانی در استان آبیلای اسپانیا است.
در این دهستان ۴۲۳ نفر زندگی می‌کنند. مساحت این دهستان ۹۰٫۶۲ کیلومتر مربع است.